# Vägtistel
Vägtistel (Cirsium vulgare) är en art i familjen korgblommiga växter. 
Den är tvåårig, blir 30–150 cm hög, och blommar från juli till september. Blommorna är intensivt purpurröda eller klar-lila. 
I de nordiska länderna hör vägtisteln till de kraftigast beväpnade tistlarna och är vanlig till exempel längs vägkanter och på hård betesmark. Den blir inte så stor men kan ändå utgöra ett besvärligt ogräs. Den har taggar både på bladen och på de bladlika lister som från bladen löper ned på stjälken. Även blommornas skyddsblad, holkfjällen, slutar med en sylvass tagg. Liksom enen skyddar vägtisteln, med sina taggiga blad, spädare växter mot att betas av boskap eller trampas ned av djur och människor. 
Vägtisteln är i Skandinavien utbredd norrut upp till polcirkeln. 

## Underarter
Tre underarter är noterade:
- subsp. vulgare
- subsp. crinitum (DC.) Arènes
- subsp. silvaticum (Tausch) Arènes

## Synonymer

### Svenska synonymer
- Bolmtistel är dialektalt i Uppland [1]
- Horntistel förekommer i Svealand [2]

### Vetenskapliga synonymer
Carduus lanceolatus L. 
Carduus vulgaris Savi 
Cirsium lanceolatum (L.) Scop. 
Cirsium linkii Nyman 
Cirsium microcephalum Lange 
Cirsium strigosum Cout. 
Cnicus lanceolatus (L.) Willd. 
Cnicus strigosus Hoffmanns. & Link